# Зилеутон
Зилеутон (англ. zileuton) - лекарственный препарат, выпускаемый под торговой маркой Зифло (Zyflo). Это малая молекула, являющаяся мощным и селективным ингибитором фермента 5-липоксигеназы (EC 1.13.11.34), который катализирует образование лейкотриенов (LTB4, LTC4, LTD4 и LTE4) из арахидоновой кислоты. Зилеутон в основном назначают для профилактики и лечения хронической бронхиальной астмы, для снятия процессов воспаления в дыхательных путях, поскольку, ингибируя образование лейкотриенов, он снижает активацию нейтрофилов и эозинофилов вызываемую LTB4, а также сокращение гладких мышц бронхов, секрецию и отек слизистой оболочки, повышенную гиперреактивность и проницаемость эндотелия бронхов. Зилеутон не предназначен для снятия острого приступа бронхиальной астмы, поскольку его действие развивается только через два дня после начала лечения.
С аналогичной целью используются монтелукаст (Сингуляр) и зафирлукаст (Аколат). Однако эти два соединения являются антагонистами лейкотриеновых рецепторов, которые блокируют действие специфических лейкотриенов, в то время как зилеутон ингибирует образование лейкотриенов. Поэтому они несколько менее эффективно снимают воспаление по сравнению с зилеутоном.
Зилеутон, помимо ингибирования арахидонат-5-липоксигеназы может, независимо от этого ингибирования, подавлять секрецию простагландинов (PGE2 и 6-кето простагландина F1α (PGF1α)), препятствуя высвобождению арахидоновой кислоты в макрофагах, что сопровождается ингибированием транслокации фосфолипазы А2 к клеточным мембранам. Согласно клеточно-мембранной теории старения высвобождение арахидоновой кислоты из клеточных мембран под действием фосфолипаз А2 является ключевым процессом ведущим к воспалительному старению организма и болезням пожилого возраста.
Помимо зилеутона известны и другие ингибиторы 5-липоксигеназы, в частности, такой способностью  обладают такие антигистаминные препараты как цетиризин и лоратадин. 